# Gary Hunt
Gary Hunt (1984. június 11. –) brit műugró, világbajnok szupertoronyugró.

## Élete
Sportpályafutását műugróként kezdte. A 2006-os nemzetközösségi játékokon bronzérmet szerzett a 10 méteres szinkronugrás döntőjében, majd 2009-ben váltott és áttért a szupertoronyugró (sziklaugró) versenyszámra. 2010-ben és 2011-ben a Red Bull sziklaugró-világbajnoki versenysorozatának bajnoka.
2013-ban Barcelonában a – vizes világbajnokságok történetében első alkalommal rendezett 27 méteres – férfi szupertoronyugrás ezüstérmese lett, mindössze kilenc tizeddel lemaradva a kolumbiai versenyző, Orlando Duque mögött. Két évvel később, a kazanyi úszó-világbajnokságon már aranyérmesként lépett a dobogó legfelső fokára. 2017-ben Budapesten viszont csak ötödikként zárt, de a kvangdzsui vizes világbajnokságon másodszorra lett világbajnok.
2022-ben, a budapesti úszó-világbajnokságon már francia színekben indult, ahol Jade Gillet-el párban, a vegyes szinkrontorony versenyszámában a 8. helyen zárt. Két hónappal később, a római úszó-Európa-bajnokságot két hatodik hellyel (vegyes szinkron torony, vegyes csapatverseny) fejezte be.